# Michał Borecki
Michał Tomasz Borecki (ur. 7 lipca 1967 w Warszawie, zm. 7 lipca 2025) – polski elektronik, doktor habilitowany nauk technicznych. Specjalizował się w inżynierii komputerowej i optoelektronice. Adiunkt na Wydziale Elektroniki i Technik Informacyjnych Politechniki Warszawskiej.
Stopień doktorski z elektroniki na wydziale Elektroniki i Technik informacyjnych Politechniki Warszawskiej uzyskał w 1996 roku na podstawie pracy zatytułowanej Badania operacyjne procesu korekcji laserowej rezystorów grubowarstwowych, przygotowanej pod kierunkiem Jerzego Kruszewskiego, a w 2011 habilitował się na tym samym wydziale, pisząc rozprawę pt. Modelowanie i konstrukcja wieloparametrycznych czujników światłowodowych. W swojej działalności naukowej skupił się na wieloparametrycznej inteligentnej klasyfikacji ośrodków ciekłych, mikrosystemów optoelektronicznych, technik kapilarnych i diagnostyki biomedycznej. Stworzył i współtworzył co najmniej 80 publikacji naukowych.
Swoje prace publikował w czasopismach, takich jak „Sensors”, „International Journal On Advances in Systems and Measurements” czy „Optica Applicata”.